# Випитено
Випитѐно (на италиански: Vipiteno; на немски: Sterzing, Щерцинг) е градче и община в Северна Италия, автономна провинция Южен Тирол, автономен регион Трентино-Южен Тирол. Разположено е на 948 m надморска височина. Населението на общината е 6819 души (към 2015 г.).

## Език
Официални общински езици са и италианският и немският. Най-голямата част от населението говори немски. В общината се говори и други романски език, ладинският.
| %     | Роден език      |
| 25,95 | Италиански език |
| 73,64 | Немски език     |
| 0,41  | Ладински език   |